# مسرشمیت ام۲۷
دبی‌اف‌دبلیو ام. ۲۷ (به انگلیسی: BFW_M.27) یک هواگرد ملخ‌پیشین تک‌موتوره از نوع ورزشی ساخت شرکت Bayerische Flugzeugwerke (BFW) است. هواگرد دبی‌اف‌دبلیو ام. ۲۷ نخستین پروازش را در ۱۹۳۰ میلادی انجام داد. در مجموع، تعداد ۱۲ فروند از این هواگرد ساخته شده‌است.
طراح این هواگرد، ویلی مسرشمیت بود.